# Amblysomus hottentotus
Amblysomus hottentotus é uma espécie de mamífero da família Chrysochloridae. Pode ser encontrada na África do Sul, Lesoto e Essuatíni.